# Lene Lauritsen Kjølner
 (février 2025).
La mise en forme du texte ne suit pas les recommandations de Wikipédia : il faut le « wikifier ».
Les points d'amélioration suivants sont les cas les plus fréquents. Le détail des points à revoir est peut-être précisé sur la page de discussion.
- Les titres sont pré-formatés par le logiciel. Ils ne sont ni en capitales, ni en gras.
- Le texte ne doit pas être écrit en capitales (les noms de famille non plus), ni en gras, ni en italique, ni en « petit »…
- Le gras n'est utilisé que pour surligner le titre de l'article dans l'introduction, une seule fois.
- L'italique est rarement utilisé : mots en langue étrangère, titres d'œuvres, noms de bateaux, etc.
- Les citations ne sont pas en italique mais en corps de texte normal. Elles sont entourées par des guillemets français : « et ».
- Les listes à puces sont à éviter, des paragraphes rédigés étant largement préférés. Les tableaux sont à réserver à la présentation de données structurées (résultats, etc.).
- Les appels de note de bas de page (petits chiffres en exposant, introduits par l'outil «  Source ») sont à placer entre la fin de phrase et le point final[comme ça].
- Les liens internes (vers d'autres articles de Wikipédia) sont à choisir avec parcimonie. Créez des liens vers des articles approfondissant le sujet. Les termes génériques sans rapport avec le sujet sont à éviter, ainsi que les répétitions de liens vers un même terme.
- Les liens externes sont à placer uniquement dans une section « Liens externes », à la fin de l'article. Ces liens sont à choisir avec parcimonie suivant les règles définies. Si un lien sert de source à l'article, son insertion dans le texte est à faire par les notes de bas de page.
- La présentation des références doit suivre les conventions bibliographiques. Il est recommandé d'utiliser les modèles {{Ouvrage}}, {{Chapitre}}, {{Article}}, {{Lien web}} et/ou {{Bibliographie}}. Le mode d'édition visuel peut mettre en forme automatiquement les références.
- Insérer une infobox (cadre d'informations à droite) n'est pas obligatoire pour parachever la mise en page.

Pour une aide détaillée, merci de consulter Aide:Wikification.
Si vous pensez que ces points ont été résolus, vous pouvez retirer ce bandeau et améliorer la mise en forme d'un autre article.
Lene Lauritsen Kjølner (née le 24 juin 1962 à Nøtterøy ) est une écrivaine norvégienne qui écrit principalement des romans de type cosy mystery (« mystères douillets »). En 2020, elle fonde la maison d'édition Fagervik, du nom de l'endroit où elle vit. Lene possède une expérience dans le tourisme et le transport aérien, en plus de deux périodes en tant que représentante élue dans la politique locale de Tønsberg et dans la politique du comté de Vestfold.

## Vie et travail
Lauritsen Kjølner grandit sur l'île de Føynland, dans la municipalité de Nøtterøy.
Après ses débuts en 2013, elle participe au Krimfestivalen d'Oslo en 2015, 2016 et 2017, au Kongsberg Krim 2015 et 2016 et au festival du crime de Hans Olav Lahlum à Tvedestrand en 2017 dont elle était l'auteur principal avec Knut Nærum et Yrsa. Sigurdardottir.
Dans la série sur la détective privée Olivia Henriksen, l'essentiel de l'action se déroule à Ankerholmen, une île fictive ayant des caractéristiques du Føynland (notamment le Club de voile), de Husøy (par exemple l'hôtel) et du Veierland (par exemple les questions d'obligation de résidence). Les livres sont humoristiques et ironiques avec des observations pertinentes sur la vie des femmes modernes et mettent l'accent sur les relations interpersonnelles. Les manipulations commerciales cyniques dans l’environnement local sont un thème récurrent. Les livres sont presque exempts de détails sanglants et sont commercialisés comme des « cosy crimes », un mélange de polar classique et de chick-lit.
Les livres de la série Olivia-Henriksen et de la série Petra sont publiés en Suède par l'éditeur Boknöje - à partir de l'automne 2022. Tous les livres audio sont publiés par l'éditeur suédois Lind & co - en norvégien - et peuvent être consultés sur la plupart des services de streaming. À partir du printemps 2023, le lancement des livres de Lene en langue anglaise, sous forme de livre électronique et de livre de poche, débutera. Lene siège également au comité des bourses de la Writers' Association depuis la création de l'association et continuera de le faire au printemps 2023.
Elin Brend Bjørhei dans VG estime qu'il existe des similitudes avec Maria Lang, Agatha Christie et Camilla Läckberg, mais écrit également : "Les romans policiers de Lene Lauritsen Kjølner ne ressemblent à rien d'autre sur la scène du crime norvégienne". Ingvar Ambjørnsen a souligné dans Dagbladet que Kjølner "a créé son propre espace au sein de la criminalité norvégienne". L'auteur elle-même cite Alan Bradley, Alexander McCall Smith et Agatha Christie comme sources d'influence.
Lene Lauritsen Kjølner vit à Tønsberg en Norvège.

## Ouvrages traduits
- Sur une corde perchée, BoD, 2025

## Récompenses
- Le prix Maurits Hansen Nytt Blod 2014 (New Blood), de meilleurs débuts en polar avec le livre Høyt henger de[4] (Sur une corde perchée).

## Sources
- Présentation de Lene Lauritsen Kjølner dans le Writers' Catalogue sur le site du Writers Center

- VIAF
- ISNI
- IdRef
- LCCN
- GND
- Norvège
- WorldCat